# Olympische Winterspiele 1992/Teilnehmer (Australien)
| Gelbes Symbol für Goldmedaillen mit stilisierten Olympischen Ringen | Graues Symbol für Silbermedaillen mit stilisierten Olympischen Ringen | Braundes Symbol für Bronzemedaillen mit stilisierten Olympischen Ringen |
| ------------------------------------------------------------------- | --------------------------------------------------------------------- | ----------------------------------------------------------------------- |
| —                                                                   | —                                                                     | —                                                                       |

Australien nahm an den Olympischen Winterspielen 1992 in der französischen Gemeinde Albertville mit 22 Athleten, 7 Frauen und 15 Männern, in neun Disziplinen teil.
Seit 1936 war es die zwölfte Teilnahme eines australischen Teams bei Olympischen Winterspielen.

## Flaggenträger
Der Eisschnellläufer Danny Kah trug die Flagge Australiens während der Eröffnungsfeier im Parc Olympique, bei der Schlussfeier wurde sie vom Eiskunstläufer Cameron Medhurst getragen.

## Teilnehmer nach Sportarten

### Biathlon
Frauen
- Sandra Paintin
7,5 km Sprint: 54. Platz (28:50,0 min)
15 km Einzel: 40. Platz (58:55,3 min)

- Kerryn Pethybridge
7,5 km Sprint: 39. Platz (27:58,7 min)
15 km Einzel: 32. Platz (57:49,7 min)

### Bob
Männer, Zweier
- Paul Narracott, Glenn Turner (AUS-1)
30. Platz (4:10,25 min)

### Eiskunstlauf
Männer
- Cameron Medhurst
16. Platz (24,0)

Paare
- Danielle Carr & Stephen Carr
13. Platz (19,5)

### Eisschnelllauf
Männer
- Danny Kah
1000 m: 34. Platz (1:17,96 min)
1500 m: 23. Platz (1:59,33 min)
5000 m: 20. Platz (7:22,86 min)
10.000 m: 12. Platz (14:42,32 min)

- Phillip Tahmindjis
1000 m: 38. Platz (1:18,77 min)
1500 m: 38. Platz (2:02,08 min)
5000 m: 25. Platz (7:26,56 min)
10.000 m: disqualifiziert

### Freestyle-Skiing
Männer
- Nick Cleaver
Buckelpiste: 11. Platz (22,04)

- Adrian Costa
Buckelpiste: 14. Platz (21,18)

### Rodeln
Frauen
- Diane Ogle
21. Platz (3:10,465 min)

### Shorttrack
Männer
- Kieran Hansen
5000-m-Staffel: 7. Platz (7:32,57 min)

- John Kah
5000-m-Staffel: 7. Platz (7:32,57 min)

- Andrew Murtha
1000 m: 19. Platz (im Vorlauf ausgeschieden)
5000-m-Staffel: 7. Platz (7:32,57 min)

- Richard Nizielski
1000 m: 13. Platz (im Viertelfinale ausgeschieden)
5000-m-Staffel: 7. Platz (7:32,57 min)

Frauen
- Felicity Campbell
500 m: 20. Platz (im Vorlauf ausgeschieden)

- Karen Gardiner
500 m: disqualifiziert

### Ski Alpin
Männer
- Steven Lee
Abfahrt: 36. Platz (1:58,55 min)
Super-G: 30. Platz (1:16,58 min)
Kombination: 19. Platz (85,05)

Frauen
- Zali Steggall
Riesenslalom: 23. Platz (2:22,20 min)
Slalom: Rennen nicht beendet
Kombination: Slalomrennen nicht beendet

### Skilanglauf
Männer
- Anthony Evans
10 km klassisch: 37. Platz (30:54,2 min)
15 km Verfolgung: 39. Platz (43:29,2 min)
30 km klassisch: 54. Platz (1:32:29,9 h)
50 km Freistil: 34. Platz (2:15:46,9 h)

- Paul Gray
10 km klassisch: 73. Platz (33:12,2 min)
15 km Verfolgung: 65. Platz (47:08,9 min)
50 km Freistil: 55. Platz (2:25:29,0 h)